# Coalbrookdale
Coalbrookdale è un villaggio inglese sul bordo del fiume Severn, nella valle di Ironbridge, Shropshire, che fu la culla dell'industria mineraria e metallurgica della prima rivoluzione industriale. Tale impulso arrivò dalla famiglia Darby, tre generazioni di maniscalchi che misero al punto la fabbricazione industriale della ghisa al coke. In particolare, si deve ad Abraham Darby I il procedimento per ottenere ghisa utilizzando carbon fossile, trattato sotto forma di carbon coke. Assieme ad altri progressi industriali in corso in altre parti della nazione, questa scoperta diede il via all'industrializzazione della Gran Bretagna.
Nei suoi pressi fu costruito il primo ponte metallico. il famoso Iron Bridge.
Ai giorni nostri, Coalbrookdale è la sede dell'Ironbridge Institute, una struttura nata dalla collaborazione tra l'Università di Birmingham e l'Ironbridge Gorge Museum Trust, allo scopo di offrire corsi post laurea e formazione professionale sul patrimonio industriale.